# Величко, Валентин Владимирович
Валенти́н Влади́мирович Вели́чко (бел. Валянцін Уладзіміравіч Вялічка; 15 июня 1944, Сидоровцы, Генеральный округ Белоруссия — 8 марта 2018) — советский, белорусский партийный и государственный деятель, дипломат.

## Биография
Родился 15 июня 1944 года в Сидоровцах (ныне — в Воложинском районе Минской области).
С 1962 работал машинистом холодильных установок Брестского молочного, затем Гомельского мясокомбината. Одновременно в 1972 году окончил Ленинградский технологический институт по профессии инженер-механик.
С 1968 года — на комсомольской работе в Гомеле: первый секретарь Новобелицкого райкома, с 1979 — второй секретарь Гомельского горкома, затем второй, первый секретарь Гомельского обкома комсомола. Одновременно в 1980 году окончил аспирантуру Академии общественных наук при ЦК КПСС, кандидат экономических наук (1982). В 1982—1983 годы — секретарь Гомельского облпрофсовета.
С 1983 года — на партийных и государственных должностях в Гомеле: председатель Советского райисполкома, с 1985 — первый секретарь Советского райкома партии, с 1989 — заместитель председателя Гомельского облисполкома, в 1990—1993 годы — председатель объединения профсоюзов Гомельской области. Читал лекции в Гомельском университете.
С 15 апреля 1993 года — посол Белоруссии в Латвии, с 1994 — также и в Финляндии. С 10 сентября 1997 года — министр по делам СНГ, в 1999—2001 — первый заместитель министра иностранных дел Белоруссии.
С 15 июня 2001 по 13 июня 2016 года — посол Белоруссии на Украине.
Умер 8 марта 2018 года. Похоронен на кладбище Качино Ждановичского сельсовета Минского района.

### Семья
Женат; двое сыновей.

## Награды
- Орден Отечества III степени (01.07.2014)
- Орден Почёта (31.08.2006)
- Медаль «За трудовое отличие»
- Благодарность Президента Республики Беларусь (25.10.2016) — за многолетнюю плодотворную работу, значительный вклад в укрепление дружественных отношений с Украиной и развитие двустороннего белорусско-украинского сотрудничества[9]
- Почётная грамота Совета Министров Республики Беларусь (08.06.2004) — за активную и плодотворную работу по реализации внешней политики Республики Беларусь, развитию международного сотрудничества и укреплению авторитета государства на международной арене и в связи с 60-летием со дня рождения[10]
- Премия общенациональной программы Украины «Человек года—2009» — за значительный вклад в развитие партнерских, дружеских и экономических отношений с Украиной[11].